# Lohitzun
Pour les articles homonymes, voir Lohitzun.
Lohitzun est une ancienne commune française du département des Pyrénées-Atlantiques. Le 13 juin 1842, la commune fusionne avec Oyhercq pour former la nouvelle commune de Lohitzun-Oyhercq.

## Géographie
Lohitzun fait partie de la province basque de Soule.

## Toponymie
Son nom basque est Lohitzüne. Jean-Baptiste Orpustan indique que Lohitzun signifie 'lieu d'alluvion'.
Le toponyme Lohitzun apparaît sous les formes 
L'Hohutzun (1337), 
Lohitzsun (1476, contrats d'Ohix), 
Lohitzssun (1690), 
Lohixun (XVIIe siècle, titres D'Arthez-Lassalle) et 
Lohitcun (1793 ou an II).

## Démographie
| 1793 | 1800 | 1806 | 1821 | 1831 | 1836 |
| ---- | ---- | ---- | ---- | ---- | ---- |
| 367  | 330  | 370  | 310  | 374  | 373  |

## Pour approfondir